# Лексингтон (Минесота)
Лексингтон (енгл. Lexington) град је у америчкој савезној држави Минесота.

## Демографија
По попису из 2010. године број становника је 2.049, што је 165 (-7,5%) становника мање него 2000. године.
| Група             | 2000.         | 2010.         |
| Белци             | 2.043 (92,3%) | 1.753 (85,6%) |
| Афроамериканци    | 33 (1,5%)     | 56 (2,7%)     |
| Азијати           | 30 (1,4%)     | 62 (3,0%)     |
| Хиспаноамериканци | 56 (2,5%)     | 117 (5,7%)    |
| Укупно            | 2.214         | 2.049         |